# Hirigapura, Tarikere
Hirigapura là một làng thuộc tehsil Tarikere, huyện Chikmagalur, bang Karnataka, Ấn Độ.